# Szamosközi István (református püspök)
| Szamosközi István                         | Szamosközi István                                                                                |
| Kattints az alábbi külső linkek egyikére! | Kattints az alábbi külső linkek egyikére!                                                        |
| ----------------------------------------- | ------------------------------------------------------------------------------------------------ |
| Nem található szabad kép.(?)              |                                                                                                  |
| külső link · jogvédett                    | Szamosközi István püspöksége. Kiegyezés vagy rövid póráz? Parókia. 2022. május 16., Jakus Ágnes. |

Szamosközi István (Budapest, 1915. április 27. – Budapest, 2003. április 25.) református lelkész, a Dunamelléki Református Egyházkerület püspöke 1959-tól 1977-ig.

## Tanulmányai
Gimnáziumi osztályait 1925-ben kezdte (1. A. osztályban) és 1932-ben fejezte be a Budapesti Református Főgimnáziumban (a ,,Lónyay”-ban), ahol jó eredménnyel érettségi vizsgát tett.
1933-ban iratkozott be a Budapesti Református Teológiai Akadémiára. 1937. szeptember 10-én letette az I. lelkészképesítő („kápláni”) vizsgát, majd az 1937-1938. tanévet Nagykőrösön töltve, megszerezte a református lelkész-tanítói képesítést is. A II. lelkészképesítő („papi”) vizsgára 1939. szeptember 13-án került sor.

## Életútja
Tanulmányainak elvégzése után a „kápláni”, segédlelkészi évek következtek: Kiskunlacháza (1938-1939), Ráckeve (1939), Kőbánya (1939-1940), Rákospalota (1940-1941), Kunszentmiklós (1941-1942), Dunavecse (1942-1949), Óbuda (1949-1951). 1951-1952-ben az Egyetemes Konvent Sajtó Osztálya és a Külügyi Osztálya munkatársa és a Hungarian Church Press szerkesztője lett.
1952. szeptember 1-jétől 1956. június 30-ig pécsi lelkipásztor, ahol 1955 november és 1956 június között a baranyai egyházmegye esperesi tisztét is betöltötte. 1956. július 1-jétől a Budapest-Gorkij fasori gyülekezet lelkipásztora lett. 1956 júliusától 1959. március 11-ig a Budapest-Északi Református Egyházmegye esperesi tisztét is betöltötte. 1956. október 30-án, a Magyar Rádióban ő tartotta a reformációi emlékbeszédet. Bereczky Albert püspök betegsége miatt.
A Magyar Népköztársaság Elnöki Tanácsa Szamosközivel együtt összesen 23 – köztük hét református – egyházi személyt a Magyar Népköztársaság Zászlórendje IV. fokozatával tüntetett ki az ellenforradalom alatt a népi hatalom mellett tanúsított bátor helytállásáért és az állam és az egyház jó viszonyának érdekében kifejtett munkásságáért. A kitüntetést a Parlamentben Dobi Istvántól vehették át 1957. december 30-án – egy nappal Gulyás Lajos levéli lelkipásztor kivégzése előtt. A kitüntetettek nevében Bereczky Albert püspök mondott beszédet „Szeretjük szocialista hazánkat úgy, hogy látjuk és szeretjük benne a népet” címmel.
Szamosközi már esperesként besúgó lett, 1958. augusztus 20-tól dolgozott az állambiztonságnak mint Szatmári fedőnevű ügynök ("Szatmári f.n. ügynök"). A beszervezését követő,1958. október 10-én kelt első jelentése főnökéről, Bereczky Albert püspökről szólt . Ebben bírálta püspöke politikai és egyházvezetési döntéseit, különösen az állami irányvonalhoz való viszonyát. Ezt követően is a püspök maradt ügynöki beszámolóinak első számú célszemélye, rendszeresen jelentett róla tartótisztjének, Valykó István rendőrhadnagynak. Természetesen ez nem jelentette azt, hogy Szatmári f.n. ügynök ne lett volna ezek után folyamatosan és egyre intenzívebben szintén megfigyelés alatt.
Bereczky püspök egyre súlyosbodó betegsége miatt egyházi tisztségeiről 1958. december 18-án lemondott, s így a dunamelléki püspöki szék megüresedett,  melynek várományosa lehetett volna Joó Sándor, Gyökössy Endre, Farkas József vagy akár Pap László teológiai dékán; a kor kiváló adottságokkal megáldott teológusai, lelkészei a Dunamelléki református egyházkerületben. Azonban az egyház legbelsőbb viszonyaiba is beavatkozó pártállam a saját, megbízható emberét tette meg püspöknek. Maga Bereczky utódjául a a kelenföldi esperes-lelkészt, Hajdú Pétert szerette volna, de az ÁEH a másik budapesti esperes, Szamosközi István mellett döntött.
1959. február 11-én a Dunamelléki Egyházkerület gyülekezetei egyhangúlag Szamosközi István Budapest Gorkij-fasori lelkipásztort, a Budapest-északi egyházmegye esperesét választották püspökké. Beiktatása 1959 március 12-én történt, részben a Kálvin téri templomban, részben az egyházkerületi székház dísztermében.
Püspöki székfoglalójában nem hagyott kétséget a közelmúlt megítélése és a várható csapásirány tekintetében:
„1956 őszén egyházunkban sokan meginogtak a hit, az engedelmesség és – ne kerülgessük a szót – a becsület útján. Minden erőmmel azon leszek, hogy ez egyházunkban soha többé ne történjék meg.”
Az Állambiztonsági Szolgálatok Történeti Levéltárában találhatók dokumentumok tanúsága szerint Szamosközi együttműködése nem volt minden részletében aktív vagy kiterjedt, de „megbízható kapcsolatként” tartották számon, főként egyházi körök megfigyelésére és az államhatalommal való egyházi „egyeztetésekre”. Esetenkénti viszonylagos ügynöki visszafogottságára, "jó emberségére" példa, hogy amikor  minden idők egyik legjelentősebb református püspöke, elődje, a politikai okból félreállított Ravasz László találkozást kezdeményezett vele 1960 elején, akkor nem tért ki a beszélgetés elől. Ezt követően a találkozást nem használta fel érdemi operatív információszerzésre, terhelő adat gyűjtésre, amit egy ilyen esetben Debreceni  f.n. ügynök (Bartha Tibor, Szamosközi püspöktársa) bizonyosan nem hagyott volna ki.
Szamosközi püspöki működésének egészére a látványos, kiemelkedő események hiánya volt jellemző, s ez egyben tevékenységének legfőbb karakterjegyévé is vált. Egyházpolitikai irányvonalak formálásában nem vállalt kezdeményező szerepet, sem nyilvános fellépésekkel, sem belső missziós ösztönzőkkel nem lépett fel. E passzivitást jól példázza egyik püspöki jelentése, amely szerint az egyházkerület legfőbb „eredménye” az volt, hogy sehol sem került sor komolyabb botrányra. A missziói dinamika megtorpanását, az egyházi cselekvéstér szűkülését és a „csendes visszahúzódás” folyamatát – egy kortárs missziói beszámoló szavaival élve – nemcsak adottságként kezelte, hanem az egyház előtt álló reális programként fogadta el. A hitélet kereteinek bővítésére irányuló törekvésektől tartózkodott, attól való félelmében, hogy azok kiválthatják az állami szervek ellenreakcióját. Ez a magatartás összhangban állt a Kádár-rendszer egyházpolitikájának célkitűzéseivel. Mindezzel együtt személye nem volt mentes a bizalmatlanság árnyékától: az ÁEH budapesti vezetője rendszeresen bírálta Szamosközit „kétkulacsos” magatartásáért, ami alatt azt értette, hogy egyaránt igyekezett fenntartani a jó viszonyt mind a „reakciós”, mind a „haladó” beállítottságú lelkipásztorokkal.
1977 szeptember 1-jén nyugdíjba vonult. Nyugalomba vonulása után a Pozsonyi úton, a társadalmi tevékenységtől visszavonultan élt, helyben rendszeresen vállalt igeszolgálatokat – amíg egészsége engedte – csaknem élete utolsó napjáig, 2002 novemberéig. Élete utolsó éveit súlyos betegen töltötte. Közelről ismerte a betegséget: nagybeteg feleségét annak haláláig hűségesen ápolta, majd maga is súlyos beteg lett. 2003. április 25-én, két nappal 88. születésnapja előtt fejezte be földi életét. Hamvai elhelyezése – kívánsága szerint –szűk családi körben, gyülekezete lelkipásztora szolgálatával történt május 29-én.

## Egyéb tevékenységei, munkássága
Szamosközy István volt a zsinat lelkészi alelnöke, a sajtóbizottság elnöke, a budapesti teológiai akadémia külön igazgató tanácsának elnöke, az Országos Béketanács és a Magyarok Világszövetsége elnökségének tagja és a Keresztyén Békekonferencia végrehajtó bizottságának tagja, továbbá az Anyanyelvi Konferencia Védnökségi tagja.
Az Út, majd 1957-től 1959-ig a Reformátusok Lapja című hetilap felelős szerkesztője és kiadója, az utóbbinak az alapítója is Szamosközi volt.
Irodalmi munkássága részei voltak az egyházi és világi lapokban magyar és főként német nyelven, vagy a Hungarian Chuch Pressben angol nyelven megjelent cikkei. Többször német nyelvű kötetekben is közreadott novellákat, tanulmányokat, melyek szélesebb körben ismerttté tették nevét.

## Főbb művei
- „Kis lak áll a nagy Duna mentében” színmű négy felvonásban. Dunavecse. 1948
- Konfirmációi káté (sokszorosítás 1957-től, országszerte éveken át használták)
- Lépésről-lépésre. Bp. 1961
- „Akarjuk, ígérjük” – református vallástétel a keresztségről. Bp. 1990.

## Videófelvétel
- Pozsonyi Úti Református Gyülekezet Budapest. 1992.12.31 Szamosközi István püspök prédikációja. – Youtube.com, Közzététel 2017. március 16.